# Parafia Świętego Józefa Oblubieńca Najświętszej Maryi Panny w Jeżowie
Parafia Świętego Józefa Oblubieńca Najświętszej Maryi Panny w Jeżowie – parafia rzymskokatolicka znajdująca się w archidiecezji łódzkiej w dekanacie brzezińskim. Parafię prowadzą księża diecezjalni. Do parafii należy cmentarny kościół św. Leonarda w Jeżowie.

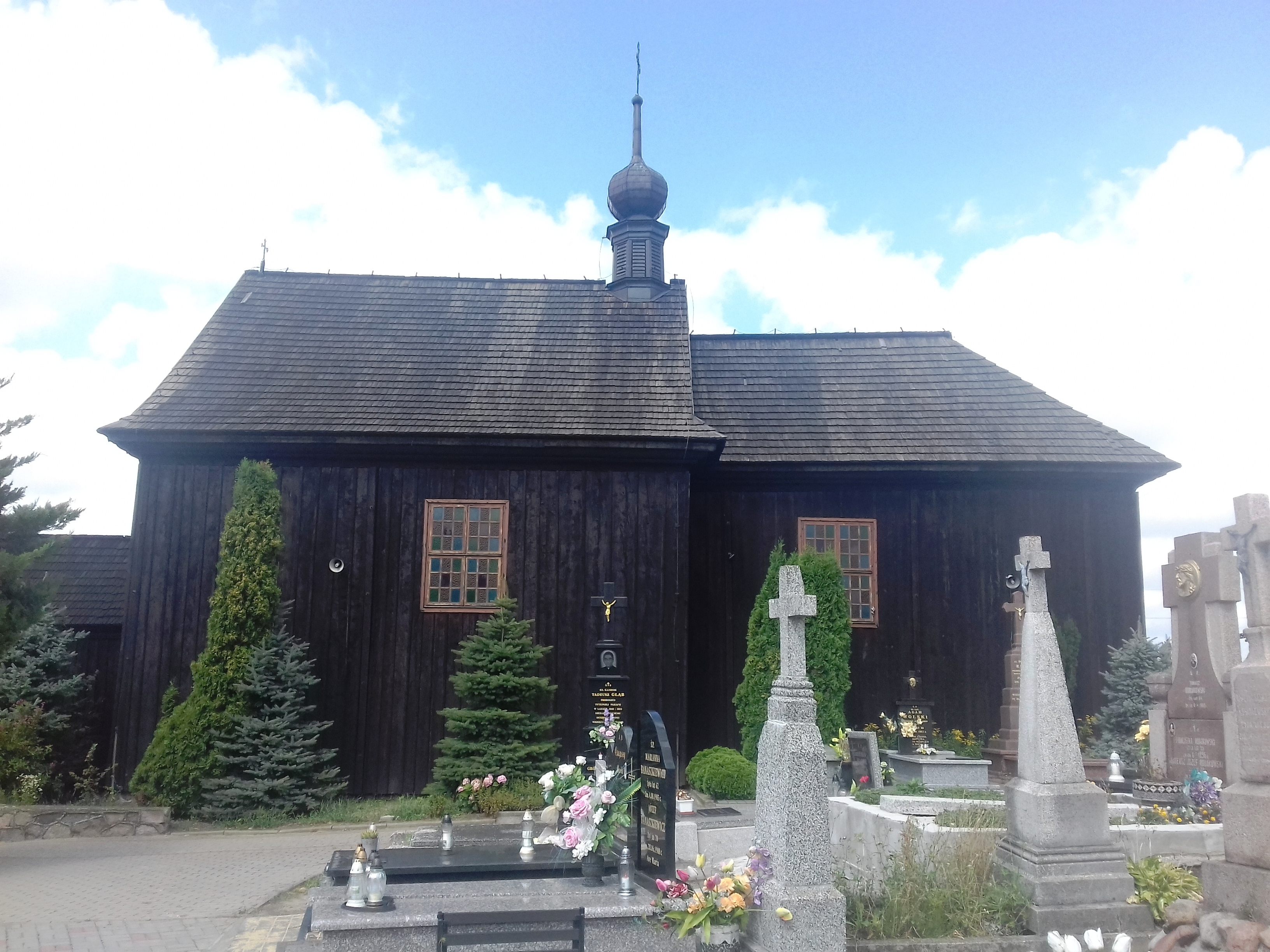
kościół cmentarny Św. Leonarda